# It's a Fact
It's A Fact är en R&B-låt skriven och framförd av den amerikanska sångerskan Sparkle, producerad av Steve Huff för hennes andra studioalbum Told You So (2000). 
I låtens handling har sångerskan blivit uppsökt av sin pojkväns älskarinna varpå hon sjunger om att lämna honom. Spåret släpptes som skivans ledande singel i september år 2000 via sångerskans skivbolag Motown Records. "It's A Fact" blev en kommersiell besvikelse för Sparkle och hennes skivbolag; singeln misslyckades att ta sig in på Billboard Hot 100 och tog sig enbart till en 62:a plats på USA:s R&B-lista. Sammanlagt tillbringade låten 12 veckor på listan. 

## Musikvideo
I musikvideon för "It's A Fact" spelar Sparkle en bitter kvinna som kommit på sin partner med att vänstra. I videons första scener syns sångerskan sätta eld på den säng där pojkvännen sover. Därefter utspelar sig handlingen i ett polisförhör. Sångerskan släpps fri och senare scener visar hur en hord av journalister och arga människor demonstrerar utanför hennes hus. I slutet av musikvideon kliver sångerskan in i en bil som sekunder senare exploderar till allas åsyn. I sista klippet förstår tittaren att Sparkle fejkat sin egen död och sedan sitter på en sandstrand med en drink i handen. 

## Format och innehållsförteckningar
- Vinyl, 12" - singel

1. "It's A Fact" (Clean) - 4:15
2. "It's A Fact" (Main) - 4:15
3. "It's A Fact" (Instrumental) - 4:15
4. "It's A Fact" (Acappella) - 4:15

- Amerikansk CD-singel

1. "It's A Fact" (Main) - 4:15
2. "It's A Fact" (Remix) - 5:07
3. "The Ghetto" - 4:35

## Listor
| Listor (2000)                   | Topp position |
| ------------------------------- | ------------- |
| Billboard Hot R&B/Hip-Hop Songs | 62            |